# 關目高殿站
關目高殿站（日语：／ Sekime-Takadono eki */?）是位於日本大阪府大阪市旭區高殿，屬於大阪市高速電氣軌道（大阪地下鐵）的鐵路車站。車站編號是T15。「關目」位於城東區側，舊東成郡榎並村，「高殿」位於旭區側，舊東成郡城北村。此站位於兩區邊界道路的下方，該站的官方所在地是旭區高殿。

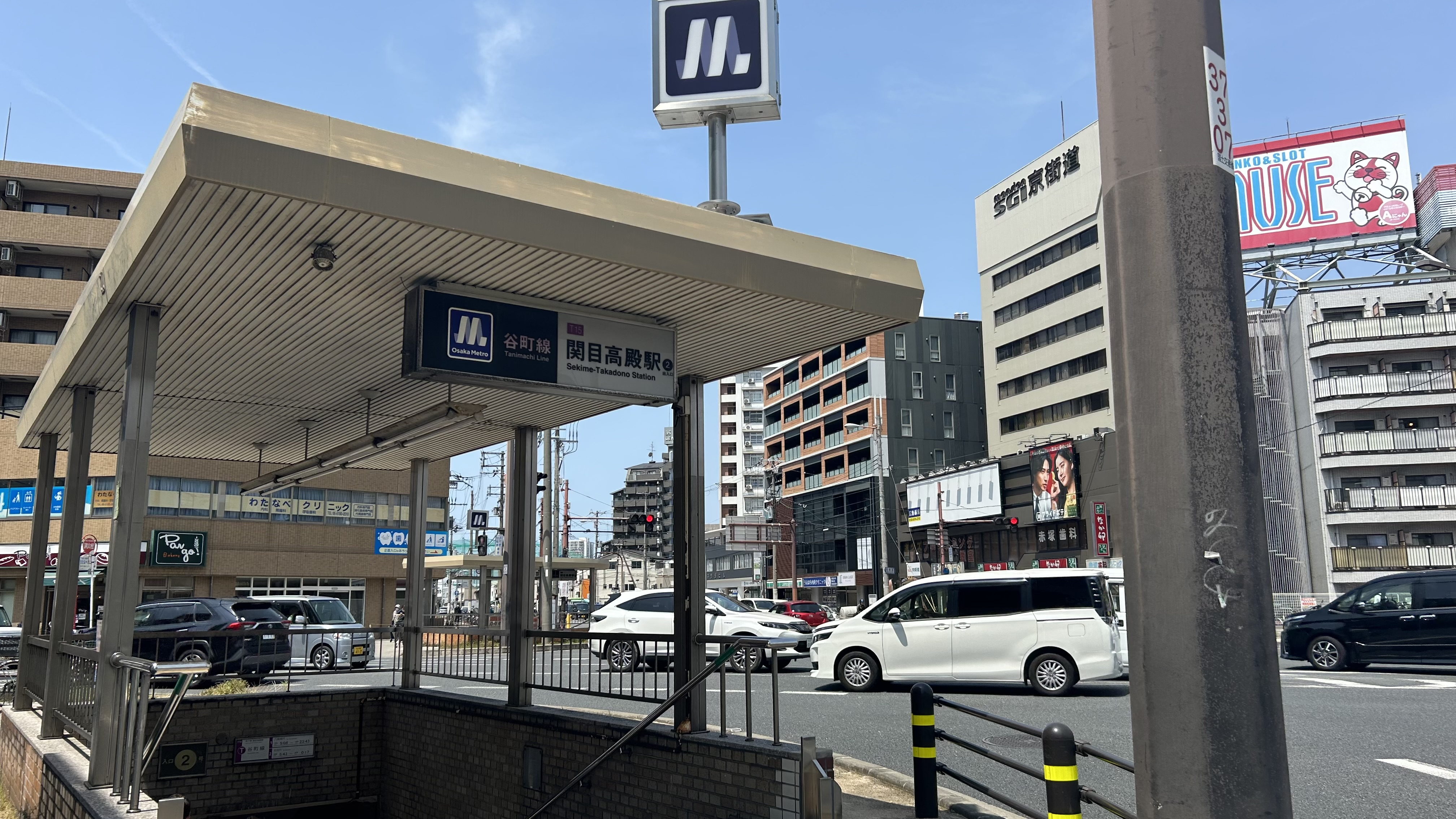
2號出入口(2024年5月)

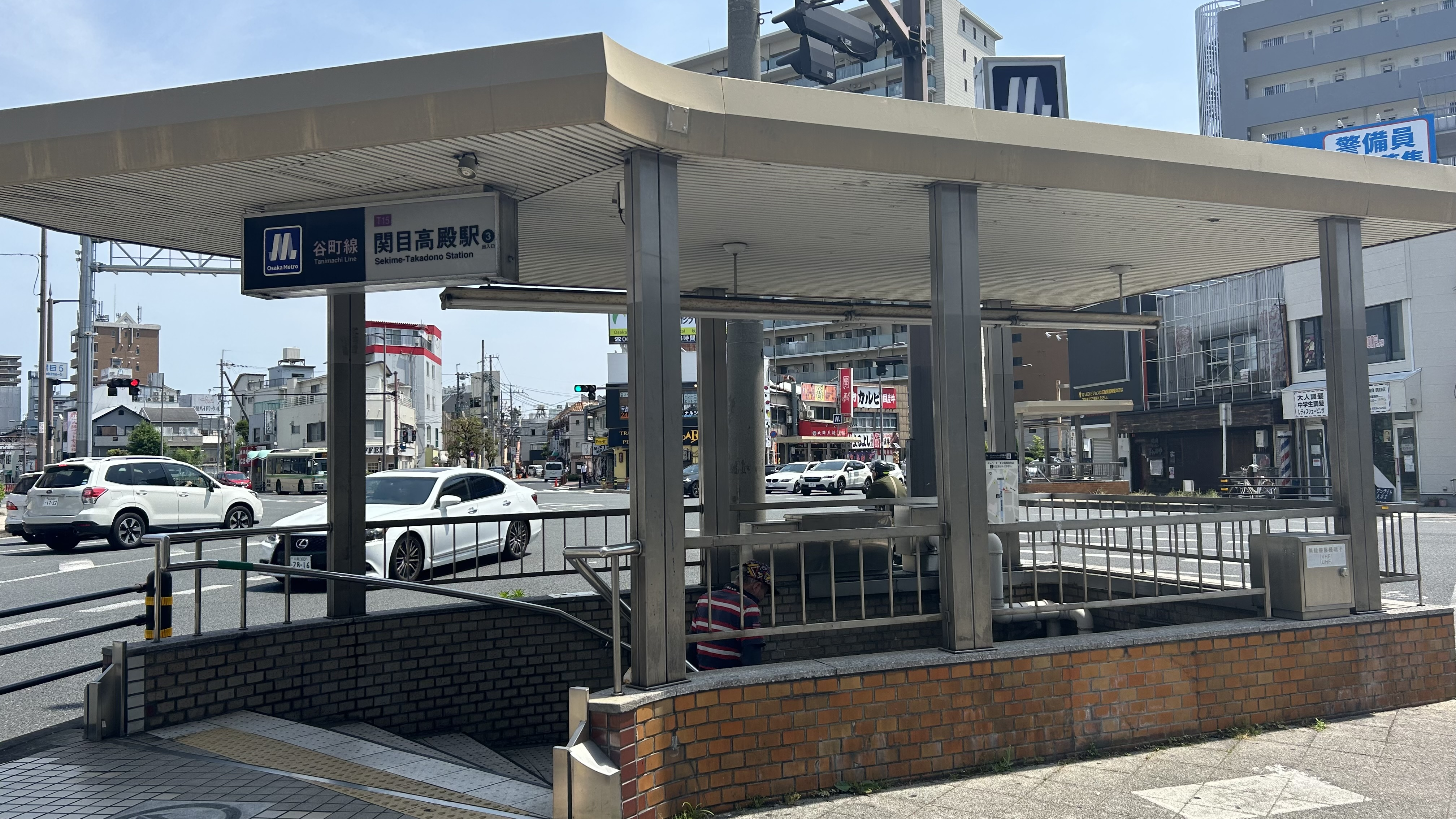
3號出入口(2024年5月)

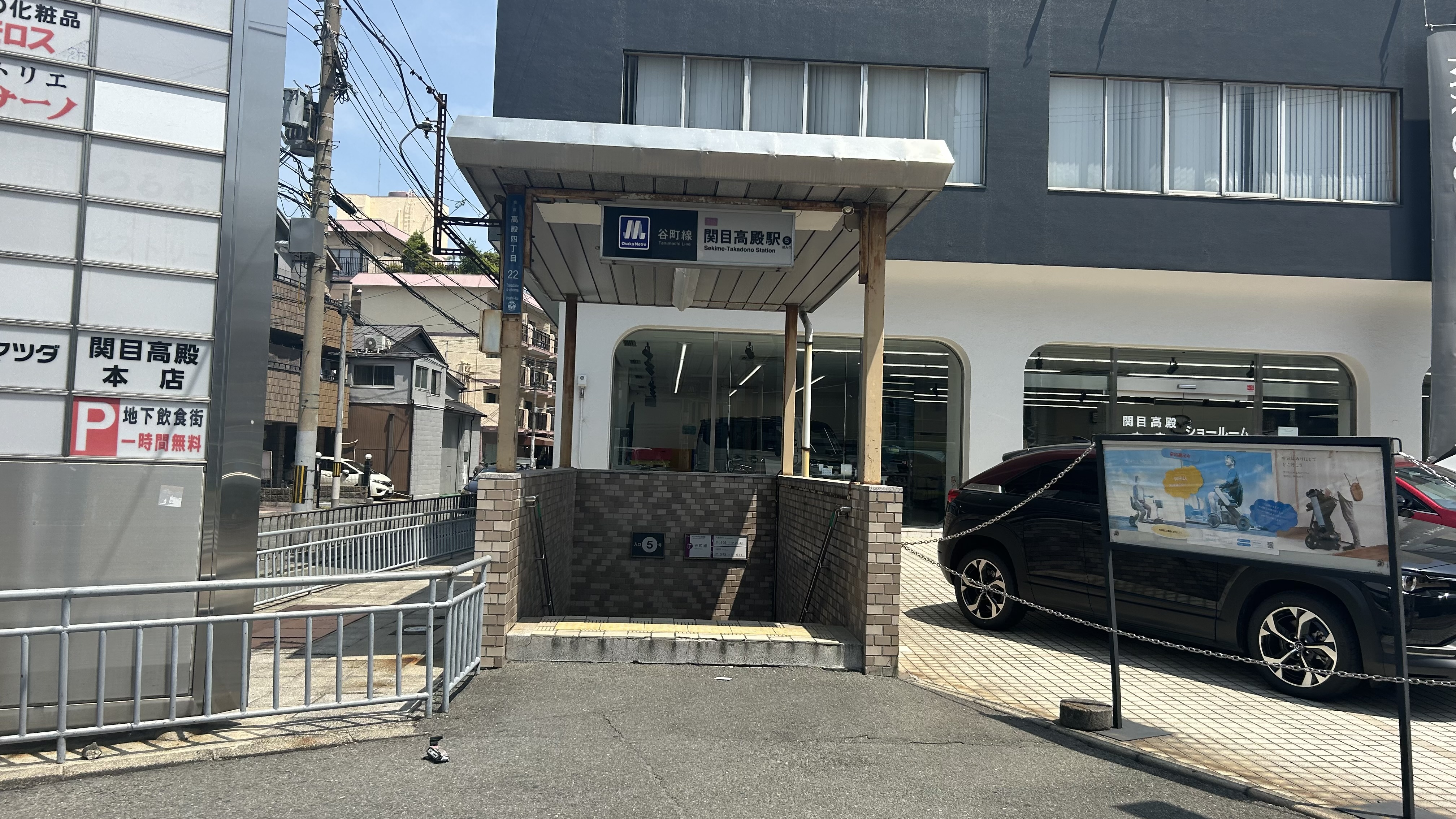
5號出入口(2024年5月)

## 歷史
- 1977年（昭和52年）4月6日：谷町線都島－守口間延伸時以關目站開業。為了回應當地自治會的要求，以關目（高殿）站標示。另外，車內的自動廣播會讀出「下一站是關目高殿、關目高殿」[註 1]，谷町線內將括弧的站名也讀出還包括四天王寺前（夕陽ヶ丘）站（自動廣播讀出「下一站四天王寺前夕陽丘、四天王寺前夕陽丘」[註 2]，同樣廣播括弧內的「高殿」。
- 1997年（平成9年）8月29日：改稱關目高殿站（取消高殿的括弧）。
- 2018年（平成30年）4月1日：大阪市交通局民營化，成為大阪市高速電氣軌道（大阪地下鐵）的車站。

## 車站構造

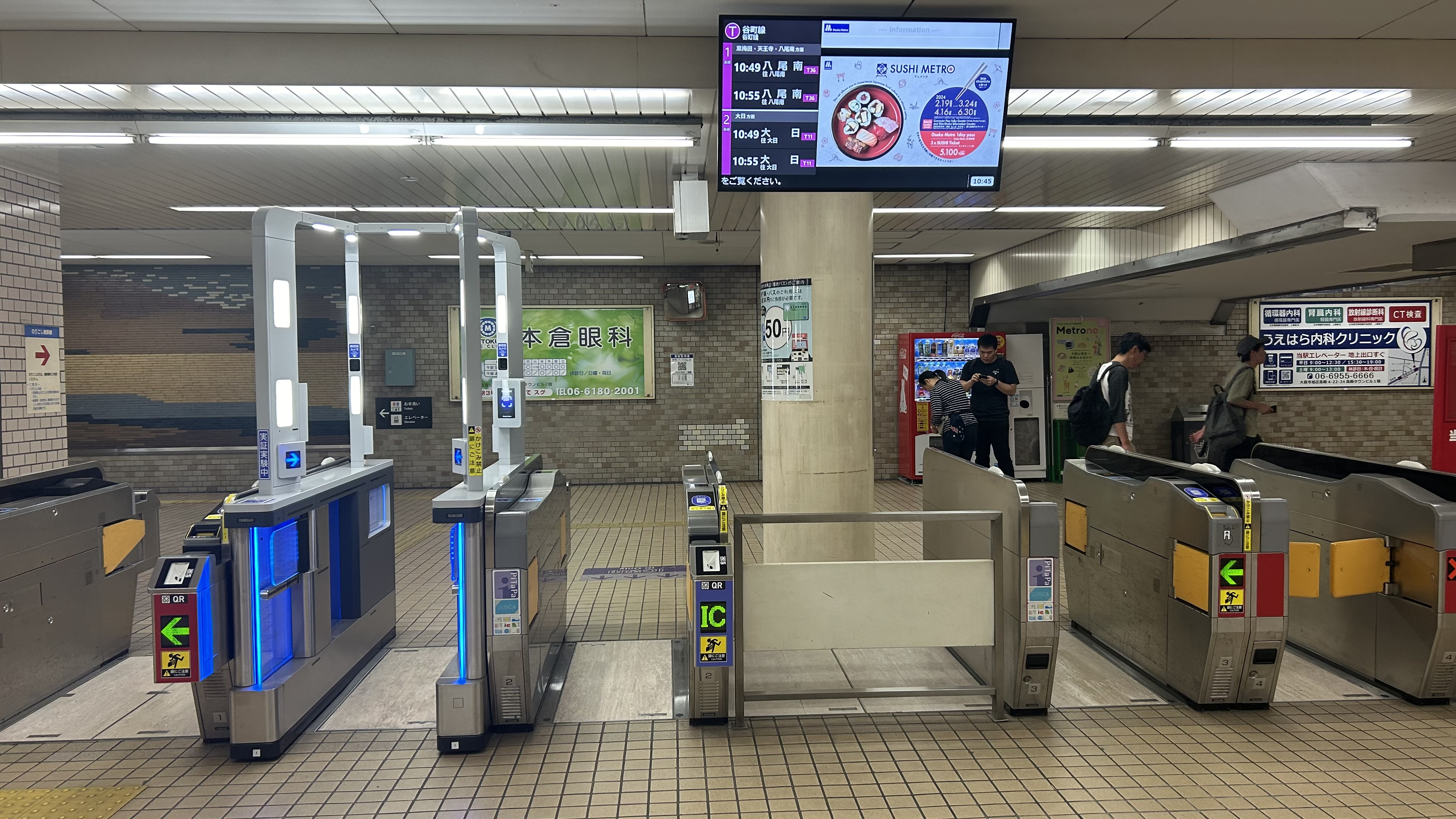
驗票閘口（2024年5月）

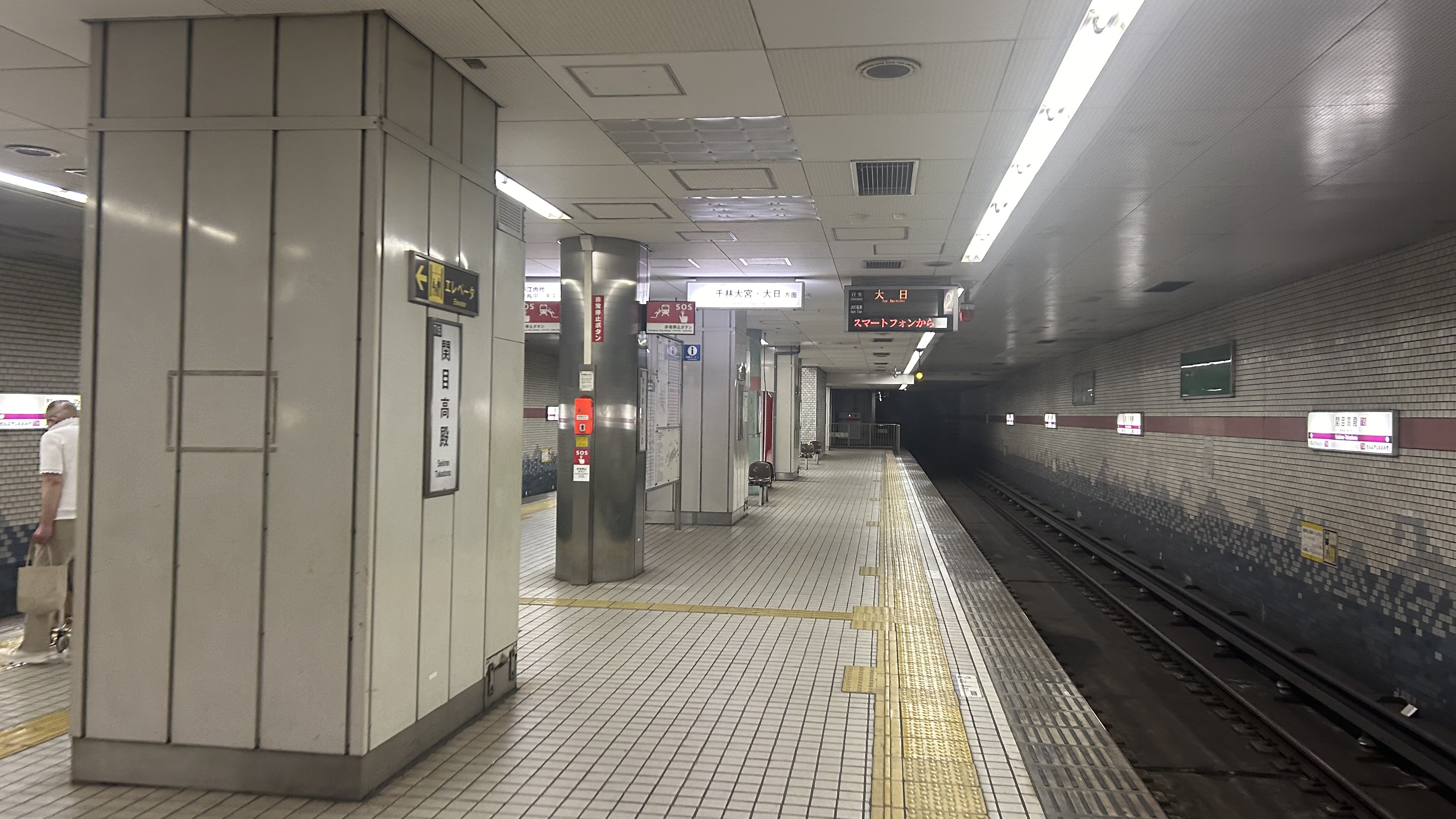
月台(2024年5月)

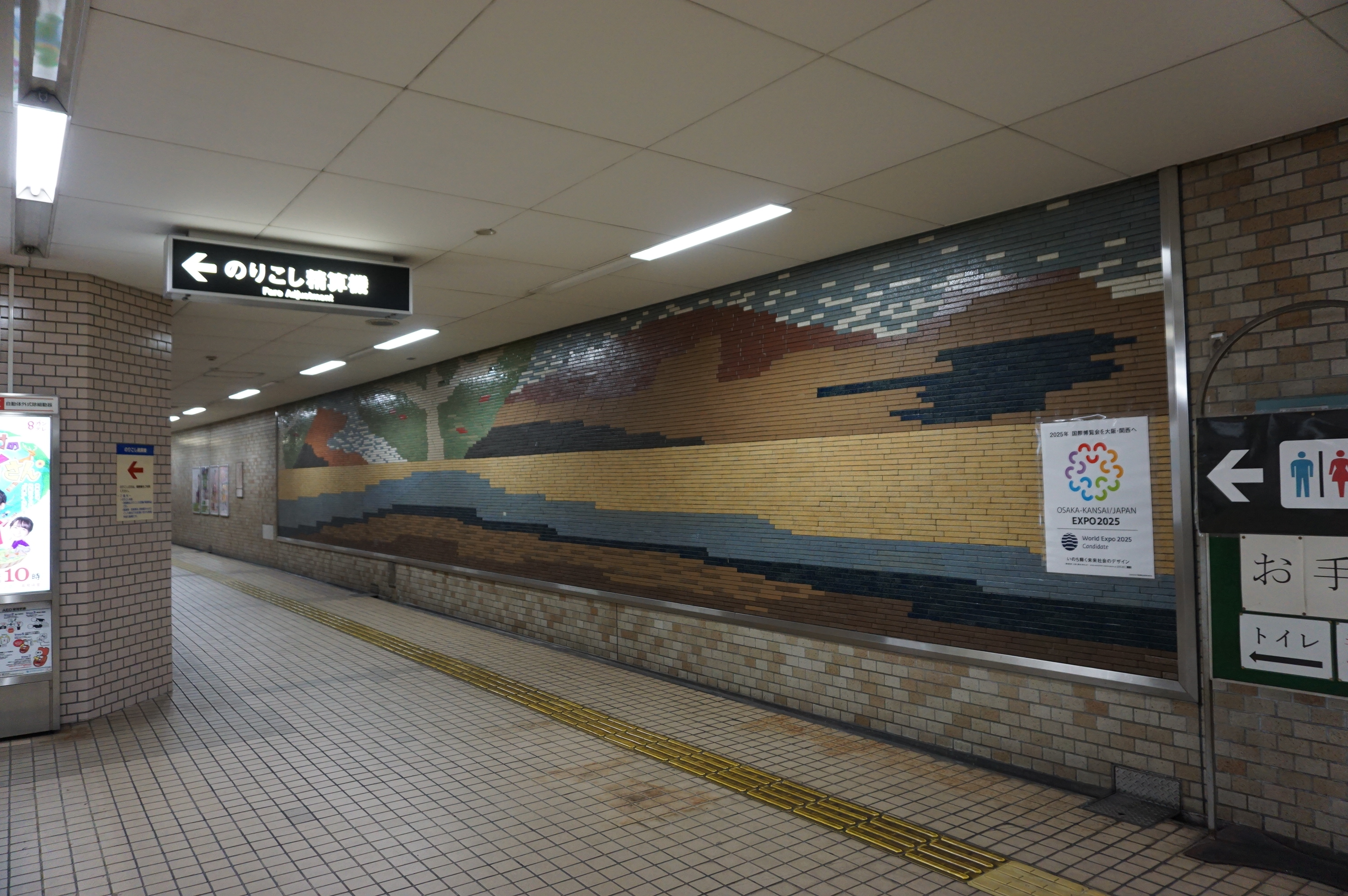
閘內大堂的瓷磚壁畫（2018年4月）

本站為島式1面2線的地下車站。站內只設有1個閘口，並設置共5個出入口。此站不能轉乘今里筋線的關目成育站。轉乘今里筋線要在太子橋今市站進行。

### 月台配置
| 月台 | 路線   | 目的地                                 |
| ---- | ------ | -------------------------------------- |
| 1    | 谷町線 | 東梅田、谷町四丁目、天王寺、八尾南方向 |
| 2    | 谷町線 | 大日方向                               |

## 利用狀況
2018年11月13日的1日上下車人次為15,385人（上車人次：7,743人，下車人次：7,642人）。
| 年度   | 調査日   | 乗車人員 | 降車人員 | 乗降人員 |
| ------ | -------- | -------- | -------- | -------- |
| 1990年 | 11月06日 | 8,970    | 8,637    | 17,607   |
| 1995年 | 2月15日  | 8,258    | 8,212    | 16,470   |
| 1998年 | 11月10日 | 7,474    | 7,596    | 15,070   |
| 2007年 | 11月13日 | 7,448    | 7,075    | 14,523   |
| 2008年 | 11月11日 | 7,346    | 7,010    | 14,356   |
| 2009年 | 11月10日 | 7,302    | 6,947    | 14,249   |
| 2010年 | 11月09日 | 7,037    | 6,706    | 13,743   |
| 2011年 | 11月08日 | 6,884    | 6,639    | 13,523   |
| 2012年 | 11月13日 | 6,864    | 6,630    | 13,494   |
| 2013年 | 11月19日 | 6,999    | 6,808    | 13,807   |
| 2014年 | 11月11日 | 7,171    | 6,976    | 14,147   |
| 2015年 | 11月17日 | 7,469    | 7,213    | 14,682   |
| 2016年 | 11月08日 | 7,379    | 7,087    | 14,466   |
| 2017年 | 11月14日 | 7,783    | 7,597    | 15,380   |
| 2018年 | 11月13日 | 7,743    | 7,642    | 15,385   |

## 相鄰車站
大阪市高速電氣軌道（大阪地下鐵）
 谷町線
千林大宮（T14）－關目高殿（T15）－野江內代（T16）

### 來源
1. ↑  路線別乗降人員（2018年11月13日 交通調査）PDF - Osaka Metro

## 外部連結
- 車站Guide：關目高殿 - Osaka Metro